# Markus Noel
Markus Noel (* 12. März 1987 in Lübeck) ist ein ehemaliger deutscher Handballspieler.

## Karriere
Noel begann im Jahr 1993 das Handballspielen beim VfL Bad Schwartau. Mit der A-Jugend des VfL Bad Schwartau stand er im Halbfinale der deutschen Meisterschaft. 2008 stieg der Handballtorhüter mit der Herrenmannschaft in die 2. Bundesliga auf. Beim VfL Bad Schwartau wurde er in den darauffolgenden drei Spielzeiten insgesamt 57-mal in der 2. Liga eingesetzt. Nachdem Noel in der Saison 2010/11 nur noch dritte Wahl in Schwartau war und hauptsächlich bei der in der Oberliga spielenden 2. Herrenmannschaft eingesetzt wurde, schloss er sich im Sommer 2011 dem Drittligisten SV Henstedt-Ulzburg an. Mit dem SVHU stieg er 2012 in die 2. Bundesliga auf. Im Sommer 2013 kehrte er zum VfL Bad Schwartau zurück. Im Sommer 2015 verließ er Schwartau. Ab der Saison 2016/17 spielte er für die HSG Ostsee N/G. Mit der HSG Ostsee stieg er 2018 in die 3. Liga auf. Nach der Saison 2018/19 beendete er seine Karriere.